# Flaperon
Flaperoni so aerodinamične kontrolne površine, ki sočasno delujejo kot krilca in zakrilca (flapi). Uporabljajo se za krmiljenje letala po nagibu (kot krilca) - na eni strani se en flaperon dvigne, flaperon na drugi strani pa se spusti. Če se spustija oba, hkrati delujejo kot zakrilca. Lahko se tudi dvigneta oba hkrati - v tem primeru se uporablja termin spoileroni.
Uporaba flaperonov zmanjša težo letala, zahteva pa nekoliko bolj kompliciran pogon krmilnih površin, da se loči delovanje krilc in zakrilc. Poleg tega pri pozitivni nastavitvi zakrilc (tj. navzdol) pride do omejitve obsega gibanja v nasprotnih smereh, kar prinese manjšo okretnost krmiljenja po nagibu. 
Flaperone uporablja tudi tiltrotor Bell Boeing V-22 Osprey